# Biggleswade
Biggleswade este un oraș în comitatul Bedfordshire, regiunea East, Anglia. Orașul se află în districtul Mid Bedfordshire. 